# Schweriner SC
Schweriner SC (SSC) är en tysk idrottsförening i Schwerin, som är känd för sitt framgångsrika damlag i volleyboll. Föreningen bildades 1957 under namnet SC Traktor Schwerin under DDR-tiden, när damlaget i volleyboll blev östtyska mästare sju gånger. 
Efter tyska återföreningen 1990 fick föreningen namnet Schweriner SC och damlaget blev tyska mästare i volleyboll tolv gånger. Föreningen har också en avdelning för friidrott.

## Statistik
I sin historia har Schweriner SC:s (eller SC Traktor Schwerin under DDR-tiden) damlag i volleyboll vunnit följande nationella och internationella tävlingar:

### Under östtyska tiden
Östtyska mästare i volleyboll (7): 1976, 1977, 1980-1984
DDR-Cupvinnare i volleyboll (8): 1973-1975, 1979, 1981, 1982, 1988, 1990
Europacupmästare (1): 1978
cupvinnarecup-vinnare (1):1975

### Efter tyska återföreningen 1990
Tyska mästare (13): 1995, 1998, 2000-2002, 2006, 2009, 2011-2013, 2017, 2018, 2025
Cupvinnare (8): 2001, 2006, 2007, 2012, 2013, 2019, 2021 och 2023